# Fundación Pere Coromines
La Fundación Pere Coromines, de Estudios Filosóficos, Históricos, Literarios y de Investigación Lingüística (en catalán: Fundació Pere Coromines, sigla FPC) fue creada el 17 de abril de 1997 por el lingüista Joan Coromines y lleva el nombre de su padre, el escritor, político y economista Pedro Corominas Montaña.
El 28 de septiembre de 2006 el presidente de la Generalidad de Cataluña, Pasqual Maragall, inauguró la sede de la Fundación Pere Coromines en la localidad de San Pol de Mar, en la que había sido la casa de verano de la familia Coromines, una vez rehabilitada.
El principal objetivo de la Fundación es la preservación, divulgación y continuación de la obra del lingüista Joan Coromines, así como la salvaguarda de su legado intelectual y moral.